# (8176) 1991 WA
(8176) 1991 WA es un asteroide que forma parte de los asteroides Apolo, descubierto el 29 de noviembre de 1991 por Robert H. McNaught desde el Observatorio de Siding Spring, Nueva Gales del Sur, Australia.

## Designación y nombre
Designado provisionalmente como 1991 WA.

## Características orbitales
1991 WA está situado a una distancia media del Sol de 1,574 ua, pudiendo alejarse hasta 2,587 ua y acercarse hasta ,5623 ua. Su excentricidad es 0,642 y la inclinación orbital 39,59 grados. Emplea 721,913 días en completar una órbita alrededor del Sol.
El próximo acercamiento a la órbita terrestre se producirá posteriormente al año 2050.

## Características físicas
La magnitud absoluta de 1991 WA es 16,9. Está asignado al tipo espectral Q según la clasificación SMASSII.